# Baza lotnicza Tukums
Baza lotnicza Tukums – baza lotnicza Łotewskich Sił Powietrznych zlokalizowana w mieście Tukums, na Łotwie.